# Stoki Małe
Stoki Małe – wieś w Polsce położona w województwie świętokrzyskim, w powiecie ostrowieckim, w gminie Ćmielów<.
W latach 1975–1998 miejscowość administracyjnie należała do województwa tarnobrzeskiego.